# Begonia froebelii
Begonia froebelii é uma espécie de Begonia, nativa do Equador.